# غايور
بلدية غايور (بالإسبانية: Gallur) هي بلدية تقع في مقاطعة سرقسطة التابعة لمنطقة أراغون شمال شرق إسبانيا.

## الديموغرافيا
بلغ عدد سكان بلدية غايور 2.931 نسمة عام 2011 (وفقاً للمعهد الوطني الإسباني للإحصاء).
| 2.992 | 2.942 | 2.965 | 2.921 | 2.996 | 3.026 | 2.931 |